# Commandos 2: Men of Courage
Commandos 2: Men of Courage (русское название — «Коммандос 2: Награда за смелость») — стратегия с элементами стелс-экшена от испанского разработчика Pyro Studios и издателя Eidos Interactive. Впервые издан в сентябре 2001 года, затем был переиздан в 2020 году. Музыка написана штатным композитором Матео Паскуалем.

## Игровой процесс
В распоряжении игрока имеется определённая группа солдат. Каждый из них обладает собственным набором умений, и все они хорошо обучены для выполнения особо сложных заданий. К тому же у каждого из них есть свой особый талант, который пригодится в тех или иных ситуациях. Ваши люди помогут узнать больше о противнике и разработать план действий.
В игре вам предстоит провести свой отряд через серию миссий, связанных с событиями Второй мировой войны. В каждой миссии необходимо выполнить ряд заданий, результат которых будет зависеть от вашей тактики, умения владеть оружием и управлять людьми. Как правило, есть одно основное задание: спасти, разведать, захватить, защитить — и несколько второстепенных, которые помогут выполнить основное. Если вы не выполните задание миссии или потеряете одного из ваших людей, вам придётся проходить миссию заново.
Враги могут видеть и слышать вас, и прибегут на помощь, если их позовут другие солдаты или кто-то поднимет тревогу. Если они увидят что-то подозрительное или услышат взрыв, враги внимательно осмотрят это место и будут особенно бдительны в течение некоторого времени. Вражеские солдаты, как правило, занимаются каким-нибудь делом или патрулируют территорию. Когда поднимается тревога, некоторые из них остаются на местах, но большинство бежит в том направлении, откуда исходит сигнал тревоги. Некоторые из противников могут управлять военной техникой. Область обзора каждого врага обозначена сектором и разделена на части. Когда солдаты находятся далеко от врагов, но попадают в их поле зрения, солдаты противника распознают их не сразу.

## Переиздание
В 2020 году вышло переиздание игры в HD формате Commandos 2 — HD Remaster. Игра заняла 15-е место среди самых продаваемых игр в январе 2020 года на сервисе Steam.

## Системные требования
- Операционная система Microsoft Windows 98/ME/2000/XP
- Процессор Pentium® II 266 МГц
- 64 МБ оперативной памяти
- 2,5 ГБ свободного места на жёстком диске
- Видеоадаптер с памятью 4 MБ, совместимый с DirectX 8.0
- Звуковое устройство, совместимое с DirectX 8.0
- CD/DVD-дисковод

## Отзывы
| Сводный рейтинг | Сводный рейтинг | Сводный рейтинг | Сводный рейтинг |
| Издание         | Оценка          | Оценка          | Оценка          |
| Издание         | PC              | PS2             | Xbox            |
| --------------- | --------------- | --------------- | --------------- |
| GameRankings    | 84,93 %         | 71,20 %         | 74,93 %         |

Игра заняла второе место в номинации «Лучшая тактика» (2001) журнала «Игромания».